# 中国2010年上海世界博览会土耳其馆

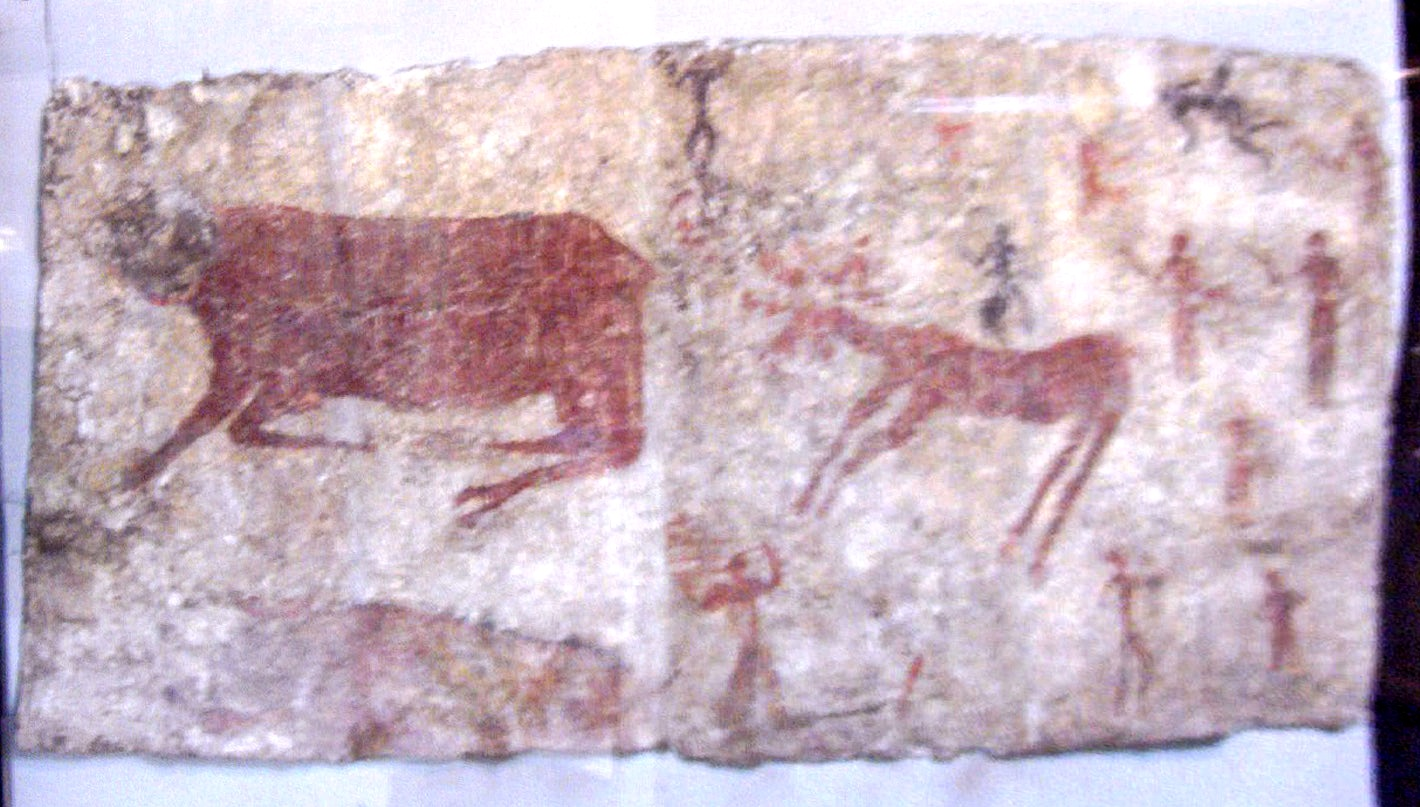
恰塔霍裕克村落遗址的壁画

中国2010年上海世界博览会土耳其馆是2010年上海世博会上代表土耳其的展馆，位于世博园区C片区，占地面积2000平方米。土耳其馆的主题是“安纳托利亚：文明的摇篮”。
土耳其馆外观的设计灵感来源于该国境内的有6000多年历史的古老村落恰塔霍裕克（Çatalhöyük）遗址中的壁画。其外墙选择红色不仅是由于红色是壁画原有的颜色，同时红色在中国传统文化中也代表了好运的含义。内部的展区则包括了梦想过去、孕育现代、拥抱未来三个部分。其中“梦想过去”部分包括了许多珍藏的文物，并且还特别展示了伊斯坦布尔作为罗马帝国、拜占庭帝国和奥斯曼帝国的首都，对于东西文化相互交融所起的作用。